# توم وجيري الفلم (1992)
توم وجيري: الفيلم (بالإنجليزية: Tom and Jerry: The Movie) هو فيلم رسوم متحركة أمريكي موسيقي من تأليف فيل رومان، تم إنتاج الفيلم عام 1992 وتم عرضه لي أول مرة في 01 أكتوبر 1992.

## الأصوات العربية

### نسخةمركز الزهرة
- هزار الحرك (جيري)
- مروان فرحات (توم)
- فاتن عيدو (روبن)
- عادل أبو حسون (فرانكي)
- زياد الرفاعي (بأغسي)
- فاطمة سعد (فيغ)
- أيمن السالك (آبل شيك)
- قاسم ملحو (ليكبوت)
- محمد حداقي (فيردي)

### نسخةايمدج برودكشن هاوس
- عماد فغالي - توم
- رنا الرفاعي - جيري
- نسرين مسعود - روبين
- فادي الرفاعي - المحامي ليكبوت
- جمانة الزنجي - العمة بريستن
- شربل أيوب
- جيهان الملا - المعة بريستن اغنية
- حسن مهدي - دروبي
- عفيف شيا - قبطان كيدي، ببغاء
- خالد السيد
- توفيق شهاب
- سمير معلوف - الطبيب البيطري
- جمال حمدان - بأغسي

## القصة
أثناء الانتقال إلى منزل جديد مع مالكيها، دخل توم وجيري في مطاردة كالعادة مما أدى إلى تسمير توم وجيري داخل فتحة الماوس الخاصة به مع ألواح الأرضية. لسوء الحظ، فقد فاته الشاحنة المتحركة وأرغم على البقاء في المنزل بعد أن أغضب (سبايك) البلدغ القريب. ثم يتم هدم المنزل في صباح اليوم التالي حيث عاد توم إلى الداخل لإنقاذ جيري، مما جعل كلاهما بلا مأوى.
تجول في المدينة بحثًا عن مأوى، التقى الثنائي بكلب اسمه بوغسي وصديقه البرغوثي يدعى فرانكي، وعند التقديم لأنفسهم، تحدثوا بشكل طبيعي لأول مرة. بعد حجة وجيزة، أقنعت بوغسي وفرانكي الثنائي بأن نكون أصدقاء. أثناء العثور على الطعام من بعض الصناديق القريبة للاحتفال، يتم التقاط بوغسي و فرانكي من قِبل اثنين من صغار الكلاب بينما ينتهي توم في صراع مع بعض القطط التي تغني بالزقاق، إلى أن ينقذ جيري وتوم من خلال فتح أنبوب مجاري وخداع عصابة الزقاق فيه. في وقت لاحق، عبر الثنائي مسارات مع فتاة تبلغ من العمر 8 سنوات تدعى روبن ستارلينغ، والتي هربت من المنزل منذ أن توفيت والدتها عندما كانت لا تزال رضيعًا، وقد قُتل والدها في انهيار جليدي حديثًا اثناء رحلة تسلق الجبال. كانت تعيش مع ولي أمرها الشرير «العمة» بريستين فيغ، (الذي شرع في سرقة ثروة العائلة)، ومحاميها المهلهل والمخطط لها وصديقها ليكبوت وكلبها ذو الوزن الزائد فرديناند، وهذا الأخير يتطلب لوح التزلج للتنقل. على الرغم من مخاوف روبن، أقنعها توم وجيري بالعودة إلى المنزل. بعد أن انتهى توم وجيري في معركة طعام ضخمة مع فرديناند وتعثرت في برقية تؤكد أن والد روبن لا يزال على قيد الحياة وهو ما يخفيه فيج من روبن، يرسلهم فيغ إلى ملجأ للحيوانات يديره الدكتور أبلشيك الذي تبين أنه قاسي مختطف الحيوانات وصاحب العمل الحقيقي لكلا المصابان اللذان أمسكوا بوغسي وفوفرانك
لم يجتمع توم وجيري مع «بوغسي» و «فرانكي» في الزنزانات، يخططان للفرار، ويحرران جميع حيوانات أبلتشيك التي تم التقاطها (من بينها دروبي) ويسارعون لإخبار روبن بالأخبار. تشعر روبن بالغبطة، وهي مصممة على العثور على والدها في التبت وهم يفرون من المدينة على طوف في النهر، ولكن السفينة تصطدم فجأة بسفينة وينتهي بهم المطاف في الانفصال. تضع فيغ مكافأة قدرها مليون دولار على روبن (وهو ليس لديها نية في الدفع) بينما يتم تنبيه والد روبن في الوقت نفسه إلى وضع ابنته ويعود إلى أمريكا للعثور عليها.
تم العثور على روبن من قِبل الكابتن كيدى، صاحب متنزه فاشل يسكنها حتى رؤية إعلان عن المكافأة على كرتون حليب بمساعدة من دمى الببغاء سكاوك، حيث يقوم بمرافقة روبن على عجلة فيريس واتصالاته فيج. توم وجيري ثم العثور على روبن وهم يفرون في باخرة مجداف مع وصول فيغ، ليكبوت، أبلتشيك و صائدو الكلاب مما أدى إلى مطاردة طويلة تنتهي مع صائدو الكلاب ينتهي المحاصرين في عجلة فيريس وترك كيدي وأبلتشيك تقطعت بهم السبل في النه
وصل توم وجيري وروبن إلى مقصورة روبن الصيفية التي بناها والدها، لكن وصل إلى فيغ وليكبوت وفرديناند هناك. في المشاجرة التي تلت ذلك، فانوس يطرق بطريق الخطأ فوق النار التي تجتاح المقصورة بأكملها. يهرب كل من فيغ وليكبوت وفردينند من المقصورة المحترقة حيث يسقط فيغ الباب لأسفل، لكن ليكبوت يتعثر بدون قصد على لوح التزلج فردينند الذي يسقطون عليه على سفينة باخرة مجدولة من كيدي، والتي تخرج عن نطاق السيطرة بعد أن تحرك فردينند عن غير قصد، وهو يبحر خارج السفينة. تمكن توم وجيري من الحصول على روبن إلى السطح تماماً كما وصل والدها في مروحيته. تم إنقاذ روبن، لكن والدها غير قادر على الوصول إلى توم وجيري في الوقت المناسب قبل انهيار المقصورة. لحسن الحظ، الثنائي بالكاد البقاء على قيد الحياة ويتم إنقاذهم. في أعقاب ذلك، تم لم شمل روبن أخيرًا مع والدها وأخذ توم وجيري كحيوانات أليفة لها. فقط عندما يبدو أنهم وجدوا صداقة مع ذلك، يستأنف توم وجيري غضبهما بمجرد أن يصبح روبن بعيدًا عن الأنظار وينتهي به الفيلم بينما يطارد الثنائي بعضهما البعض مرة أخرى.

## وصلات خارجية
- توم وجيري الفلم على موقع IMDb (الإنجليزية)
- توم وجيري الفلم على موقع روتن توميتوز (الإنجليزية)
- توم وجيري الفلم على موقع نتفليكس (الإنجليزية)
- توم وجيري الفلم على موقع قاعدة بيانات الأفلام العربية
- توم وجيري الفلم على موقع ألو سيني (الفرنسية)
- توم وجيري الفلم على موقع Turner Classic Movies (الإنجليزية)
- توم وجيري الفلم على موقع أول موفي (الإنجليزية)
- توم وجيري الفلم على موقع بوكس أوفيس موجو (الإنجليزية)
- توم وجيري الفلم على موقع فيلمافينيتي (الإسبانية)
- توم وجيري الفلم على موقع قاعدة بيانات الفيلم (الإنجليزية)